# Patrik Stöcker
Patrik Stöcker (geboren am 23. Juli 1992 in Köln) ist ein deutscher Leichtgewichts-Ruderer.
Stöcker startet für den Siegburger Ruderverein. Bei den Weltmeisterschaften 2016 in Rotterdam gewann er im Leichtgewichts-Doppelvierer (LM4x) gemeinsam mit Johannes Ursprung, Cedric Kuhlbach und Florian Roller die Goldmedaille. Dabei ließen sie den Vorjahresweltmeister aus Frankreich und die Weltbestzeitinhaber aus Griechenland hinter sich. Stöcker wechselte 2017 in den Riemenbereich und gewann die Bronzemedaille bei der letzten Austragung des leichten Vierers bei den Weltmeisterschaften 2017.

## Erfolge
- Ruder-Weltmeister im Leichtgewichts-Doppelvierer 2016
- Deutsche Meisterschaft im Leichtgewichts-Doppelzweier 2016[1]
- Deutsche Meisterschaft im Leichtgewichts-Zweier ohne Steuermann 2017[2]